# Stadion u Nisy
Das Stadion u Nisy (häufig auch Stadion U Nisy) ist ein Fußballstadion in der nordböhmischen Stadt Liberec.
Der Fußballverein FC Slovan Liberec trägt hier seine Heimspiele aus. Benannt ist das Stadion nach dem direkt am Stadion vorbeifließenden Fluss Nisa (deutsch: Lausitzer Neiße). Die Kapazität beträgt 9.900 Sitzplätze. Das Stadion ist einrangig. Alle Plätze sind überdacht, die Tribünen schließen direkt an den Spielfeldrand. Auf der Gegentribüne ergeben weiße Sitze umgeben von blauen Sesseln den Schriftzug "FC SLOVAN".

## Geschichte
Das Stadion wurde ab 1931 vom Sportklub Reichenberg gebaut, einem der Vorläufer des heutigen FC Slovan Liberec. Dabei mussten für die in einen Felsen eingebettete Haupttribüne große Felsteile entfernt werden.
Slovan Liberec nutzt das Stadion erst seit 1978, davor spielte der Verein im Městský stadion am anderen Ende der Stadt. Die damalige Kapazität betrug 5.000 Zuschauer. Diese stieg durch Umbauarbeiten im Jahr 1995 auf 7.000. 1998 wurde eine Rasenheizung installiert und hinter beiden Toren Tribünen errichtet. 1999 begann der Bau einer Gegentribüne, die 2001 fertiggestellt wurde. Im Jahre 2000 war eine Flutlichtanlage installiert worden.

## Länderspiele
Im Stadion u Nisy fanden bisher zwei Länderspiele der Tschechischen Nationalmannschaft statt. Am 4. Juni 2005 besiegte Tschechien vor 9.520 Zuschauern Andorra mit 8:1, am 28. März 2007 Zypern mit 1:0.